# Charles Baehni
Charles Baehni ( 21 de agosto de 1906, Ginebra-23 de enero de 1964) fue un botánico y briólogo suizo.
Realizó todos sus estudios, incluyendo su doctorado, en su ciudad natal. Ya licenciado en Ciencias, permanece de 1928 a 1930, dando clases en Alemania.
Entre 1934 y 1935 permanece en EE. UU. retornando con un "Índice de Tarjetas de Asa Gray", y duplicaciones de especímenes botánicos.
Fue por veinte años Director del Conservatorio y Jardín botánico de Ginebra.

## Honores

### Eponimia
- (Apocynaceae) Laxoplumeria baehniana Monach.[1]

- (Araliaceae) Polyscias baehniana (Bernardi) Bernardi[2]

- (Araliaceae) Sciadopanax baehnianus Bernardi[3]

- (Polygonaceae) Rumex baehnii Rech.f.[4]

- (Sapotaceae) Pouteria baehniana Monach.[5]

- (Symplocaceae) Symplocos baehnii J.F.Macbr.[6]

- La abreviatura «Baehni» se emplea para indicar a Charles Baehni como autoridad en la descripción y clasificación científica de los vegetales.[7]